# 호삼 갈리
호삼 갈리(아랍어: حسام غالي, 1981년 12월 15일, 카프르 엘 셰이크 ~ )는 이집트의 전 축구 선수로, 현역 시절 포지션은 미드필더였다. 과거 이집트 축구 국가대표팀 소속으로 국제 경기 70경기에 출장하였다. 이전에는 알아흘리, 페예노르트, 토트넘 홋스퍼, 더비 카운티, 리르서에서 뛴 바 있다.
호삼 갈리는 하원 의원이자 알 아흘리 SC의 이사회 멤버입니다. 그의 은퇴 전 마지막 경기는 2018년 5월 11일 아랍에미리트에서 열린 알 아흘리 SC와 아약스와의 경기였으며, 이 경기는 알 아흘리의 승리로 끝났습니다. 그 후 얼마 지나지 않아 갈리는 이집트의 엘 구나 FC 클럽의 축구 감독이 되었습니다. 그 후 그는 이집트 국회의원이 됩니다.